# Jenny Weleminsky

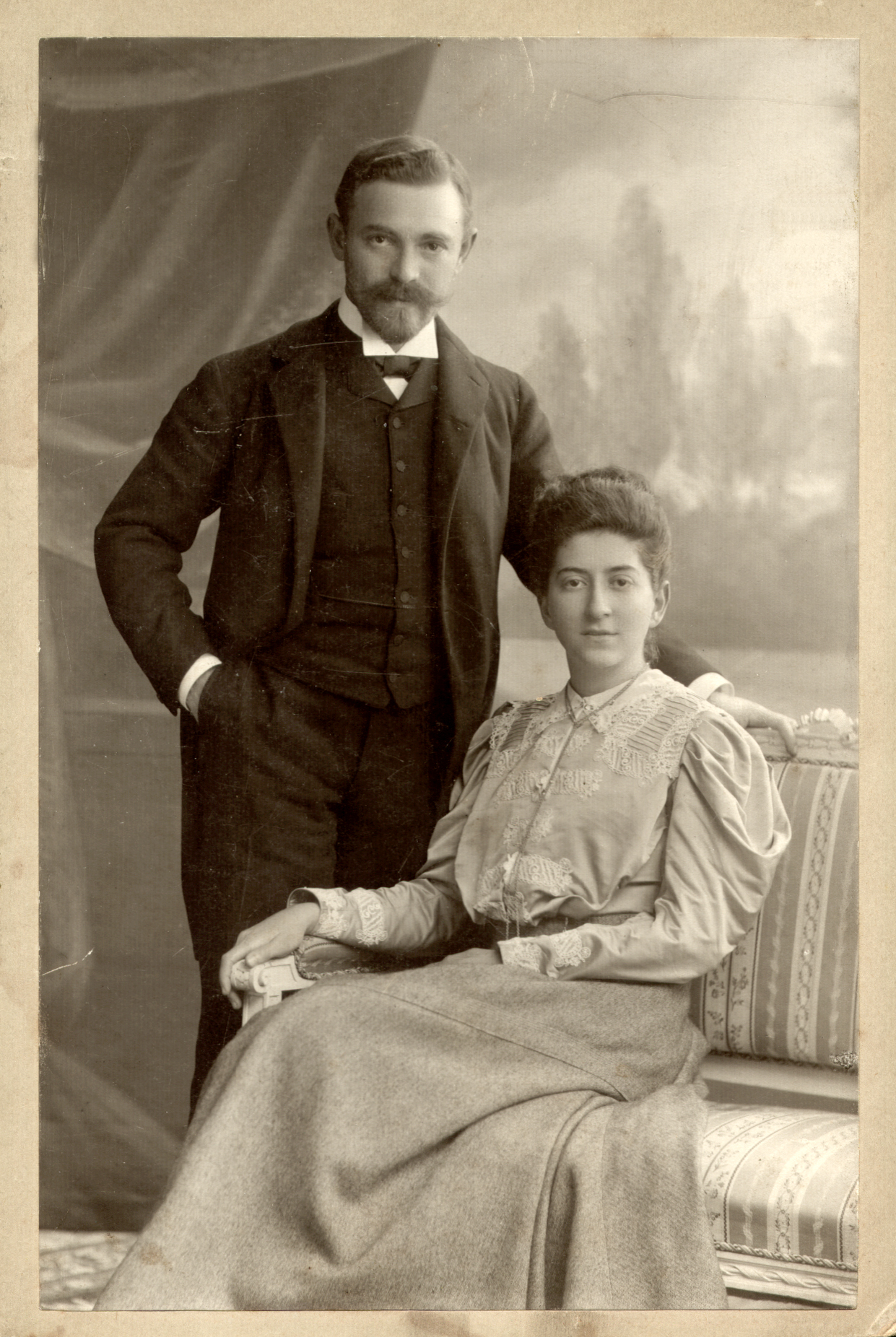
Retrato de Jenny Weleminsky y su esposo Friedrich c. 1905-1910

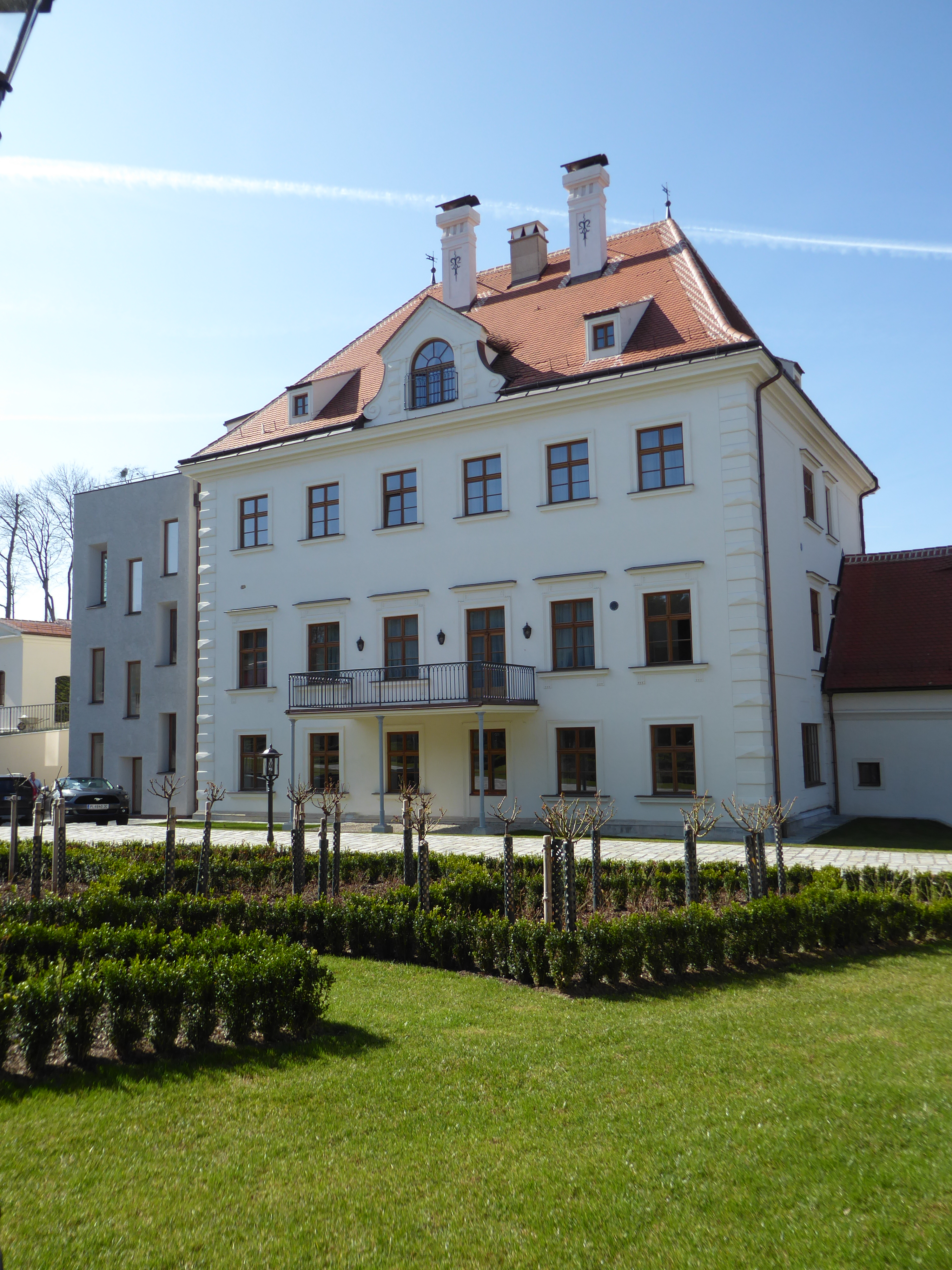
Palacio Thalheim, Kapelln

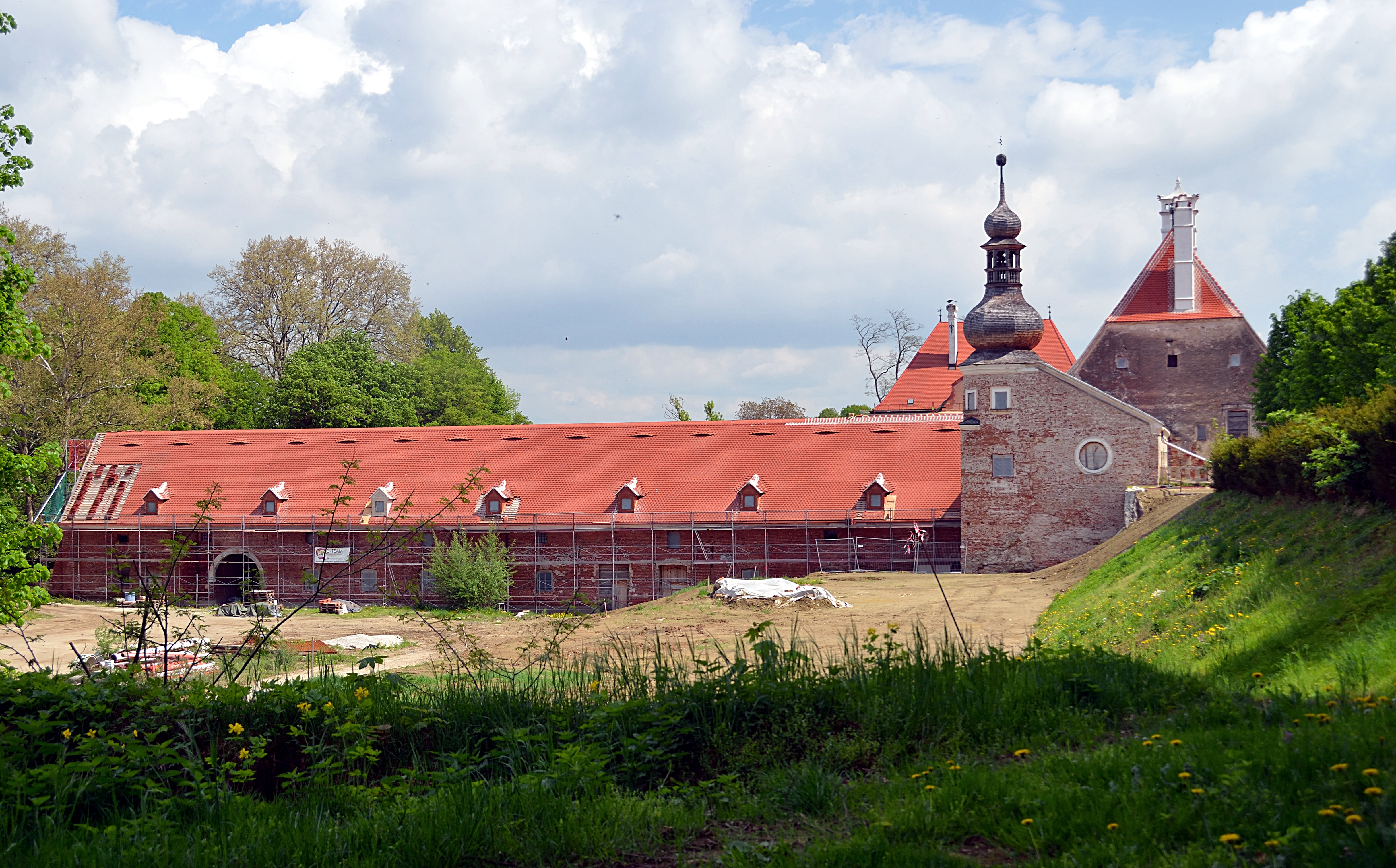
Schloss Thalheim en renovación en 2013

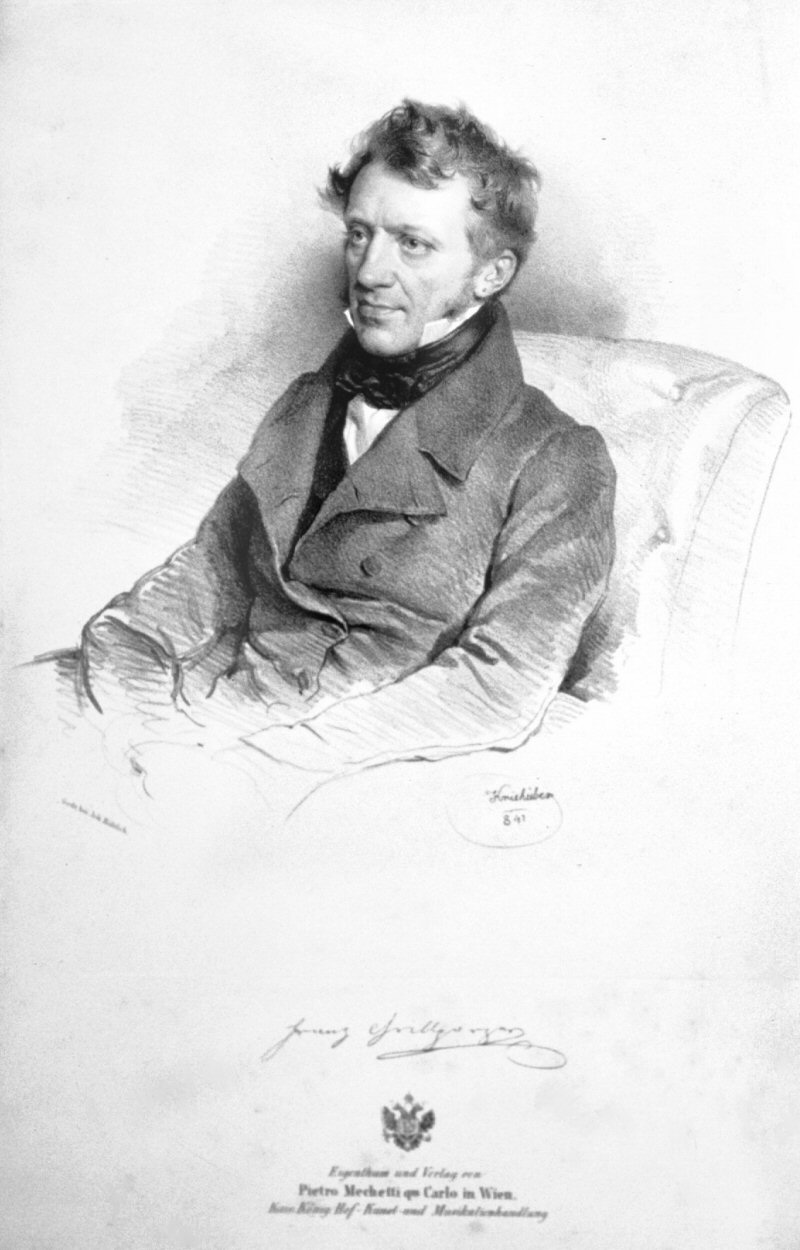
Jenny Weleminsky admiraba mucho a Franz Grillparzer (1791–1872) – representado aquí en una litografía de 1841 de Josef Kriehuber – quien fue considerado como el poeta nacional de Austria.

Jenny Weleminsky (de soltera Elbogen; 12 de junio de 1882 – 4 de febrero de 1957)  fue una traductora y esperantista de habla alemana que nació en Thalheim, Baja Austria y se crio allí y en Viena. Algunas de sus traducciones de obras de Franz Grillparzer y otros notables escritores austriacos se publicaron en la revista literaria Literatura Mondo (Mundo literario), que se convirtió en el hogar de un influyente grupo de autores conocidos colectivamente como Budapeŝto skolo, la escuela de literatura en esperanto de Budapest.

## Primeros años y educación
Jenny Elbogen nació en una familia judía el 12 de junio de 1882 en Schloss Thalheim, Baja Austria, la hija menor de Guido Elbogen (1845, Jungbrunzlau – 1918, Schloss Thalheim) que se convirtió en presidente del Anglo-Austrian Bank en Viena, y su esposa Rosalie (Ali) (de soltera Schwabacher; 1850, París – 1940, Sartrouville, Île-de-France ), con quien se casó en 1868 en París. Tenía dos hermanas (Antoinette (1871–1901) y Helene (1878–1882), que murieron en la infancia); y un hermano ( Heinrich, también conocido como Henri; 1872–1927). 
Jenny Elbogen fue educada en casa por una señorita Allen, una institutriz de Devon, Inglaterra. Llegó a dominar el inglés lo suficiente como para traducir las memorias de Axel Munthe La historia de San Michele del inglés al esperanto para su publicación en 1935.

## Opiniones políticas
Desde el punto de vista político, tenía opiniones muy determinadas y fijas, muchas de ellas heredadas de su padre. Era una ardiente monárquica de los Habsburgo y deseaba que el heredero de los Habsburgo, Otto von Habsburg, volviera al trono austriaco tras la Segunda Guerra Mundial. Sin embargo, también era internacionalista, como demuestra su entusiasmo por el esperanto. Se opuso a la reivindicación del movimiento sionista de establecer una patria para el pueblo judío y dejó de tener contacto con dos de sus hijas después de que abandonaran Austria para vivir en el mandato británico de Palestina.
Su padre Guido Elbogen había donado dinero para la construcción de una nueva sinagoga (construida en 1913) en Sankt Pölten.

## Matrimonio y vida familiar
Después de la muerte de Guido Elbogen en 1918, heredó Schloss Thalheim; su padre la había comprado en 1882 justo antes de que ella naciera. Vivió allí y en Praga (que hasta 1918 formaba parte de Austria-Hungría ) con su marido Friedrich ("Fritz") Weleminsky  (1868, Golčův Jeníkov – 1945, Londres); se casaron en Schloss Thalheim el 4 de diciembre de 1905. Fue profesor de Higiene (ahora llamada Microbiología ) en la Universidad Alemana de Praga y desarrolló la tuberculomucina de Weleminsky, un tratamiento para la tuberculosis. La pareja dirigió Schloss Thalheim como una granja lechera modelo.
Enfrentando la persecución nazi por ser judía, encontraron refugio en 1939 en el Reino Unido donde continuó traduciendo libros al esperanto, escribiendo poesía y enseñando inglés a otros refugiados.
Después de la Segunda Guerra Mundial y la muerte de su esposo, Jenny Weleminsky pasó varios años en Viena y finalmente regresó a Londres, donde murió de cáncer de mama el 4 de febrero de 1957, a los 74 años.
Ella y su marido tuvieron cuatro hijos juntos. Dos de sus hijas emigraron a principios de la década de 1930 al mandato británico de Palestina, donde adoptaron nuevos nombres: Eliesabeth (nacida en 1909) se convirtió en Jardenah, y Dorothea (nacida en 1912) fue conocida como Leah. Su hija mayor, Marianne (nacida en 1906), y su hijo, Anton (nacido en 1908), se trasladaron a Gran Bretaña justo antes de la Segunda Guerra Mundial.

## Publicaciones

### Traducciones del alemán

#### Novela
- Alejandro Roda Roda,  traducido por Jenny Weleminsky (1936). (1936). «La ŝtona gasto». Literatura Mondo: 91-95.[11][12]

#### Teatro
- Franz Grillparzer, traducido por Jenny Weleminsky. Safo: tragedio en kvin aktoj, Viena

#### Poesía
- Franz Grillparzer, traducido por Jenny Weleminsky. Poemoj de Grillparzer (Poemas de Grillparzer )
- Franz Grillparzer, traducido por Jenny Weleminsky. "La ora felo: drama poemo en tri partoj"
- Franz Grillparzer, traducido por Jenny Weleminsky. "La praavino: kvinakta tragedio", Viena
- Franz Grillparzer, traducido por Jenny Weleminsky. "La sonĝo kiel vivo: drama fabelo en kvar aktoj", Viena
- Franz Grillparzer, traducido por Jenny Weleminsky. "Haníbalo: fragmento el nefinita dramo", Viena
- Franz Grillparzer: "Respondo",traducido por Jenny Weleminsky (1936). «Austriaj Poetoj». Literatura Mondo: 94.[11]
- Anastasius Grün : "La epitafo", traducido por Jenny Weleminsky (1936). «Austriaj Poetoj». Literatura Mondo: 94.[11]
- Friedrich Halm : "¿Kio estas amo?", traducido por Jenny Weleminsky (1936). «Austriaj Poetoj». Literatura Mondo: 94.[11]
- Johann Gabriel Seidl : "La majstro kaj lia verko", traducido por Jenny Weleminsky (1936). «Austriaj Poetoj». Literatura Mondo: 94.[11]

### Traducciones del inglés

#### Novela
- Axel Munthe: Romano de San Michele ( La historia de San Michele ), traducido por Jenny Weleminsky. Literatura Mondo, Budapest, 1935, 511pp.[13]